# گاگیک پطروسیان
گاگیک پطروسیان (ارمنی: Գագիկ Պետրոսյան؛ انگلیسی: Gagik Petrosyan؛ زادهٔ ۱۰ مارس ۱۹۷۳) سیاست‌مدار و قانون‌گذار اهل جمهوری آرتساخ که عضو مجلس ملی این کشور می‌باشد.